# Wasyl Szewczuk (1926–1945)
Wasyl Szewczuk, ukr. Василь Шевчук (ur. 1926, zm. 1945) – ukraiński mieszkaniec Łanowiec, Sprawiedliwy wśród Narodów Świata, ofiara zbrodni ukraińskich nacjonalistów.

## Życiorys
Był synem rolników Ławrentija i Jewdokiji Szewczuków z Łanowiec w przedwojennym powiecie krzemienieckim. Miał dwoje rodzeństwa.
Podczas okupacji niemieckiej od wiosny 1943 Szewczukowie ukrywali w swoim gospodarstwie dwóch Żydów - Mosze Gelmana i Mosze Galera. Gelman był przedwojennym nauczycielem Wasyla. Żydzi doczekali w ukryciu u Szewczuków do zajęcia tych ziem przez Armię Czerwoną w marcu 1944 roku.
Wasyl Szewczuk został zamordowany przez ukraińskich nacjonalistów z użyciem tortur. Instytut Jad Waszem podaje, że ofiara miała 17 lat; jednocześnie podaje datę 1 stycznia 1945 jako datę mordu. 

## Upamiętnienie
W 1997 roku Instytut Jad Waszem uhonorował pośmiertnie Wasyla Szewczuka, a także jego rodziców, tytułami Sprawiedliwych wśród Narodów Świata.